# Meiodiscus
Meiodiscus, rod crvenih algi iz porodice Meiodiscaceae, dio reda Palmariales. Postoje dvije priznate vrste, sve su morske
Rod je opisan 1991; tipična vrsta je M. spetsbergensis čiji je tipski lokalitet otok Spitzbergen.

## Vrste
1. Meiodiscus concrescens (K.M.Drew) P.W.Gabrielson
2. Meiodiscus spetsbergensis (Kjellman) G.W.Saunders & McLachlan - tip